# Microsa gertschi
Microsa gertschi är en spindelart som beskrevs av Norman I. Platnick 1978. Microsa gertschi ingår i släktet Microsa och familjen plattbuksspindlar. Inga underarter finns listade i Catalogue of Life.